# Отечествен фронт (издателство)
Вижте пояснителната страница за други значения на Отечествен фронт.
Издателство „Отечествен фронт“ е орган на българската обществено-политическа организация и партийна коалиция Отечествен фронт.
Създадено е като кооперация на 16 юли 1945 г.

## Издания
- „Младите лъвове“ – Ъруин Шоу (1983)